# Список полных кавалеров ордена Славы (Кировская область)

В статье приводится список полных кавалеров ордена Славы, родившихся или живших в Кировской области. В скобках — годы награждения орденами Славы I, II и III степеней.

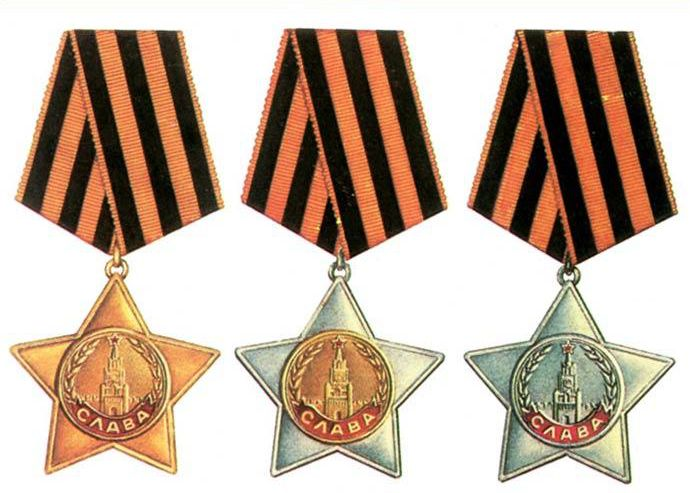
Три звезды Славы — их носили герои войны, полные Кавалеры ордена солдатской Славы

## Полные кавалеры ордена Славы
1. Баранов, Никита Григорьевич (1944, 1944, 1945)
2. Белкин, Николай Андреевич (1943, 1944, 1945)
3. Берестнев, Аркадий Тимофеевич (1943, 1944, 1945)
4. Боровиков, Александр Сергеевич (1944, 1945, 1946)
5. Борцов, Анатолий Анисимович (1944, 1944, 1945)
6. Ведерников, Герман Иванович (1944, 1944, 1946)
7. Власихин, Николай Иванович (1944, 1945, 1946)
8. Гагаринов, Александр Михайлович (1944, 1945, 1946)
9. Дудин, Николай Михайлович (1944, 1945, 1946)
10. Зорин, Павел Миронович (1944, 1944, 1946)
11. Княжев, Александр Яковлевич (1944, 1944, 1945)
12. Корчагин, Андрей Дмитриевич (1944, 1945, 1946)
13. Корякин, Николай Дорофеевич (1943, 1944, 1946)
14. Косарев, Анатолий Александрович (1944, 1944, 1945)
15. Кудреватых, Иван Евстигнеевич (1944, 1945, 1946)
16. Лаптев, Степан Васильевич (1944, 1944, 1946)
17. Лугинин, Анатолий Константинович (1944, 1944, 1945)
18. Маскин, Павел Иванович (1944, 1945, 1946)
19. Миникаев, Хази (1944, 1945, 1945)
20. Морозов, Николай Александрович (1944, 1944, 1945)
21. Мухин, Александр Максимович (1944, 1945, 1980)
22. Наймушин, Игнат Михайлович (1944, 1945, 1946)
23. Обухов, Фёдор Михайлович (1944, 1944, 1945)
24. Овсянников, Григорий Фёдорович (1944, 1944, 1945)
25. Орлов, Александр Васильевич (1944, 1944, 1945)
26. Палкин, Николай Григорьевич (1944, 1945, 1946)
27. Пантелеев, Иван Алексеевич (1944, 1945, 1946)
28. Перминов, Василий Иванович (1944, 1945, 1945)
29. Пупов, Егор Яковлевич (1944, 1945, 1945)
30. Пуртов, Сергей Георгиевич (1944, 1945, 1945)
31. Росляков, Александр Иванович (1944, 1945, 1946)
32. Русинов, Пётр Васильевич (1943, 1944, 1945)
33. Рычков, Егор Павлович (1944, 1944, 1945)
34. Салтыков, Аркадий Алексеевич (1943, 1944, 1945)
35. Смирнов, Иван Иванович (1944, 1945, 1956)
36. Смышляев, Евгений Васильевич (1944, 1945, 1987)
37. Толстобров, Яков Еремеевич (1944, 1945, 1945)
38. Третьяков, Николай Спиридонович (1944, 1945, 1946)
39. Туснолобов, Степан Сергеевич (1944, 1944, 1946)
40. Филимонов, Иван Васильевич (1944, 1944, 1945)
41. Шатов, Пётр Иванович (1944, 1944, 1945)
42. Шишкин, Аркадий Дмитриевич (1944, 1945, 1945)
43. Эсаулов, Александр Михайлович (1944, 1945, 1946)